# Episodi di Bloodline (seconda stagione)
La seconda stagione della serie televisiva Bloodline, composta da dieci episodi, è stata resa interamente disponibile sul servizio di streaming on demand Netflix il 27 maggio 2016.
In Italia, la serie è stata resa interamente disponibile sul servizio di streaming on demand Netflix il 27 maggio 2016.
| nº | Titolo originale | Titolo italiano | Pubblicazione USA | Prima TV Italia |
| -- | ---------------- | --------------- | ----------------- | --------------- |
| 1  | Part 14          | Parte 14        | 27 maggio 2016    | 27 maggio 2016  |
| 2  | Part 15          | Parte 15        | 27 maggio 2016    | 27 maggio 2016  |
| 3  | Part 16          | Parte 16        | 27 maggio 2016    | 27 maggio 2016  |
| 4  | Part 17          | Parte 17        | 27 maggio 2016    | 27 maggio 2016  |
| 5  | Part 18          | Parte 18        | 27 maggio 2016    | 27 maggio 2016  |
| 6  | Part 19          | Parte 19        | 27 maggio 2016    | 27 maggio 2016  |
| 7  | Part 20          | Parte 20        | 27 maggio 2016    | 27 maggio 2016  |
| 8  | Part 21          | Parte 21        | 27 maggio 2016    | 27 maggio 2016  |
| 9  | Part 22          | Parte 22        | 27 maggio 2016    | 27 maggio 2016  |
| 10 | Part 23          | Parte 23        | 27 maggio 2016    | 27 maggio 2016  |